# Genovieffa Ravissa de Turin
Genovieffa Bernardina Maria Vignola Ravissa de Turin (Turijn, tussen 1745 en 1750 – Lausanne, 20 februari 1807) was een Italiaanse componiste, muziekpedagoge en klaveciniste. 
Haar ouders Gioanni Vignola en zijn echtgenote Gioanna Battista Colombatta waren werkzaam aan het hof van Savoye. Op 14 augustus 1764 huwde zij de Turijnse goud- en zilversmid Cristofaro Ravissa. Omdat het bedrijf niet goed liep vertrok de familie in 1777 naar Parijs. Bekend is dat zij te Parijs op 25 maart 1778 een concert in de serie van Concerts Spirituels verzorgde. Verder was zij muzieklerares voor klavecimbel en Italiaanse zang. Op het titelblad van de in 1778 in Parijs gepubliceerde zes sonates voor klavecimbel op. 1 is vermeld: Madame Ravissa de Turin, Maïtresse de Clavecin et de Chant Italien. Volgens een bericht in de Parijse Almanach musical uit 1778 "...zijn haar verrassende en uitgebreide modulaties opvallend. Moedige modulaties, waar de Italianen zo verliefd en trots op zijn en onze vreesachtige componisten zich niet durven toe te staan". 
In 1780 ging de familie terug naar Italië, maar in hetzelfde jaar scheidde het paar. Cristofaro bleef in Turijn. Op 9 juni 1780 gaf zij een klavecimbelconcert of -recital in het Turijnse Teatro Carignano. Het gearchiveerde contract voor dit concert heeft zij eigenhandig getekend. Genovieffa vertrok naar Franstalig Zwitserland. In november 1780 werd zij als musicienne in Neuchâtel vermeld. Zij was muzieklerares bij welgestelde en adellijke families. Verder werkte zij in het orkest van de "Neuchâtel Societé de la Salle de Musique". In december 1791 vertrok zij naar Lausanne en werd aldaar eveneens als klaveciniste en muzieklerares werkzaam. In 1785 was zij opnieuw in Parijs op concertreis, zoals blijkt uit een bericht in Tablettes de Renommée des Musiciens... uit hetzelfde jaar. 